# Панское (Черкасская область)
Панское (укр. Паньске) — посёлок на территории Благодатновского сельского совета Золотоношского района Черкасской области Украины. Так как посёлок не считается официальным населённым пунктом, он не имеет ни кода КОАТУУ, ни почтового индекса.
Ранее к юго-востоку от нынешнего посёлка располагалось село Красное (ранее носившее название Панское), затопленное водами Кременчугского водохранилища.

## Географическое положение
Посёлок Панское расположен на Черкасской дамбе, с юго-запада на северо-восток пересекающей Кременчугское водохранилище, примерно в 5 км от города Черкассы (в 11 км от его центра), расположенного на правом берегу водохранилища, и в 6 км (по дамбе) от левого берега, примерно в 7 км от села Благодатное (в 12 км от его центра).

## Микроклимат и природа
Летом в посёлке, расположенном посреди Кременчугского водохранилища фактически на острове, наблюдается повышенная влажность, зимой здесь холоднее, чем на «большой земле», часто наблюдается сильный ветер. На приусадебных участках произрастают плодовые деревья: яблони, груши, вишни, абрикосы, орехи. Насыпная земля, из которой состоит дамба, неблагоприятна для их роста, однако ему способствует высокий уровень грунтовых вод.

## История
В результате затопления котловины Кременчугского водохранилища при строительстве Кременчугской ГЭС в 1959—1961 годах под воду ушло село Красное, ранее носившее название Панское. Вблизи Черкасс через водохранилище была сооружена дамба, выполнявшая функцию автомобильного и железнодорожного моста. На третьем[уточнить] километре был построен железнодорожный разъезд Панское, получивший название располагавшегося неподалёку затопленного села. В начале 1960-х годов для его работников основан посёлок. Вблизи административного здания разъезда были построены четыре барака, в каждом из которых проживали от двух до четырёх семей, а также магазин и баню. Планировалось также строительство кочегарки, которая бы отапливала весь посёлок, однако планы не были осуществлены. Первоначально сотрудников разъезда насчитывалось около 30 человек, однако после электрификации железной дороги и появления диспетчерской службы большинство из них сократили, и на 2013 год разъезд обслуживают только 5 сотрудников. После сокращения железнодорожников большинство жителей Панского остались без работы. Магазин и баня были закрыты. В 2000 году магазин был переоборудован под жилой дом, то же произошло и с бывшей баней.

## Транспортное сообщение
Через Панское проходит железная дорога и однополосный участок автотрассы Н16. Ранее на остановочном пункте Панское останавливались поезда дальнего следования. На 2020 год здесь останавливается только дизельный поезд, следующий по маршруту Гребёнка—Шевченко, который в связи с неудобным расписанием не пользуется популярностью у местных жителей. Основным транспортом, позволяющим добраться до Черкасс, являются маршрутки. Чтобы добраться в город на рейсовом автобусе, жители вынуждены сначала доехать до села Благодатного, расположенного на противоположной стороне водохранилища, и затем сесть на автобус, следующий в обратном направлении. У некоторых жителей посёлка есть личный автотранспорт. В связи с высоким риском аварий на Черкасской дамбе нет пешеходных дорожек, проход пешеходам и велосипедистам туда запрещён. Остановка автотранспорта возможна только на специально оборудованной стоянке, в экстренных случаях — на аварийной полосе.

## Инфраструктура
Газоснабжение и центральный водопровод в Панском отсутствуют, туалеты расположены на улице. Единственным источником питьевой воды здесь служит колодец — один на все дома, имеется также скважина с технической водой, непригодной для питья и используемой для стирки и душа. Отопление домов печное. Здесь нет магазина, почтового отделения, аптеки и даже мусорных контейнеров. Большинство жителей работают в Черкассах, туда же возят детей в детские сады и школы. Подспорьем для местных остаётся личное подсобное хозяйство: они сажают небольшие огороды на придомовых участках, некоторые также содержат кур, свиней. Многие занимаются рыболовством, однако Хотя посёлок относится к Золотоношскому району, скорая помощь туда приходит из Черкасс.

## Достопримечательности
В конце 2017 года напротив Панского была открыта смотровая площадка, включающая навес с треугольной крышей, заменивший прежнюю автобусную остановку, ансамбль из 7 фонарей в виде маков, стеклянную ограду вдоль берега и несколько скамеек с урнами. Площадка стала популярной достопримечательностью у жителей Черкасс, здесь часто проводятся фотосессии и свадебные торжества. Вблизи площадки открыт ларёк сети быстрого питания Pit Stop.

## Население
По состоянию на 2013 год в посёлке проживало 17 семей: около 40 человек, в том числе 11 детей. Несмотря на близость к Черкассам, жители прописаны в селе Благодатное. Во второй половине 2010-х несколько строений в Панском были приобретены под дачи.

## Городские легенды
По рассказам местных жителей, ранней весной в начале 1990-х рыбаки наблюдали лежащее на льдине, греясь на весеннем солнце, огромное существо чёрного цвета, по форме напоминающее бревно. При приближении людей оно якобы приняло вертикальное положение и тут же скрылось под водой. Вскоре после появления слухов о таинственном монстре в водохранилище утонули двое рыбаков, считавшихся в Панском самыми опытными. Их гибель некоторые местные также сопоставили с деятельностью неведомого существа.